# ŽNK Jaska Jastrebarsko
ŽNK Jaska ženski je nogometni klub iz Jastrebarskog.

## Povijest
Ženski nogometni klub Jaska osnovan je 2011. godine.